# Луїс Каффареллі
Луїс Каффареллі (ісп. Luis Ángel Caffarelli; нар. 8 грудня 1948, Буенос-Айрес) — аргентино-американський математик. Праці з теорії нелінійних диференціальних рівнянь в частинних похідних.

## Біографія
Каффареллі навчався в Університеті Буенос-Айресі, де отримав ступінь магістра в 1968 році та докторський ступінь в 1972 році під орудою Каліксто Кальдерон. Далі працював в Університеті Міннесоти де обіймав професорську посаду в 1979—1983 роках. Водночас він був професором Інституту математичних наук Куранта Нью-Йоркського університету в 1980—1982 роках. В 1983—1986 роках був професором Чиказького університету, а в 1986—1996 роках в Інституті перспективних досліджень. В 1994—1997 роках він знову був професором Інституту Куранта і був професором Техаського університету в Остіні з 1997 року (обчислювальна техніка та наука).

## Нагороди та визнання
- 1984:Премія пам'яті Бохера
- 1986: член Американської академії мистецтв і наук
- 1988:Золота медаль Пія XI[en]
- 1991:член Національної академії наук США
- 1994:член Папської академії наук
- 2002: Пленарний доповідач на Міжнародному конгресі математиків
- 2005: Премія Рольфа Шока
- 2009, 2014Премія Стіла[15]
- 2012: фелло Американського математичного товариства
- 2012:Премія Вольфа
- 2013:Медаль Соломона Лефшеца
- 2018:SIAM Fellow[en]
- 2018:Премія Шао
- 2023:Абелівська премія
- Іноземний член Національної академії деї Лінчеї

## Доробок
- mit Cabré: Fully Nonlinear Elliptic Equations. American Mathematical Society, 1995, ISBN 0-8218-0437-5.
- mit Salsa: Geometric Approach to Free Boundary Problems. American Mathematical Society, 2005, ISBN 0-8218-3784-2.